# 100 meter häck

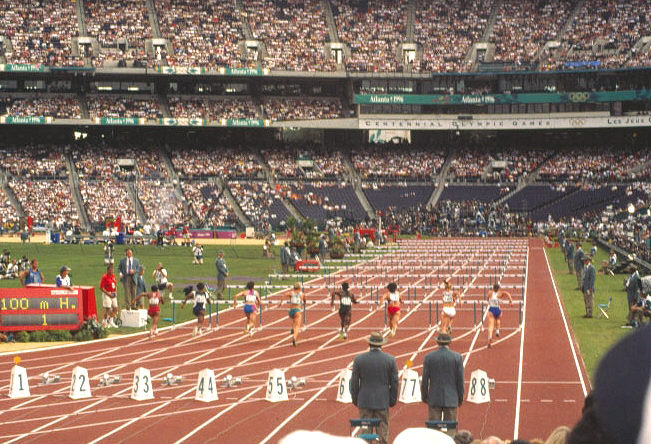
100 meter häck vid Olympiska sommarspelen 1996 i Atlanta

100 meter häck är en friidrottsgren för damer. Grenen är ett lopp över 100 meter där 10 häckar som är 84 cm höga är utplacerade med jämna mellanrum. Löparen ska springa över häcken, men det gör inget om man tar i, eller river ner häcken om man inte gör det med vilja.
I 100 meter häck är den första häcken placerad 13 meter efter startlinjen. De nästa 9 häckarna är placerade med 8,5 meter mellanrum och från den sista häcken till mållinjen är det 10,5 meter.
100 meter häck är sedan Olympiska sommarspelen 1972 en olympisk gren. Mellan 1932 och 1968 sprang man istället 80 meter häck.
De snabbaste löparna springer loppet på ungefär 12,5 sekunder och världsrekordet av Tobi Amusan från 2022 ligger på 12,12 sekunder.
Herrarna springer 110 meter häck.

## Medaljörer vid olympiska spelen
| År   | Guld                          | Silver                   | Brons                                       |
| ---- | ----------------------------- | ------------------------ | ------------------------------------------- |
| 1972 | Annelie Ehrhardt (GDR)        | Valeria Bufanu (ROM)     | Karin Balzer (GDR)                          |
| 1976 | Johanna Schaller (GDR)        | Tatiana Anisimova (CCCP) | Natalja Lebedeva (CCCP)                     |
| 1980 | Wera Komissowa (CCCP)         | Johanna Klier (GDR)      | Lucyna Langer (POL)                         |
| 1984 | Benita Fitzgerald-Brown (USA) | Shirley Strong (GBR)     | Michèle Chardonnet (FRA) · Kim Turner (USA) |
| 1988 | Jordanka Donkova (BUL)        | Gloria Siebert (GDR)     | Claudia Zaczkiewicz (GER)                   |
| 1992 | Voula Patoulidou (GRE)        | LaVonna Martin (USA)     | Jordanka Donkova (BUL)                      |
| 1996 | Ludmila Engquist (SVE)        | Brigita Bukovec (SLO)    | Patricia Girard-Léno (FRA)                  |
| 2000 | Olga Shishigina (KAZ)         | Glory Alozie (SPA)       | Melissa Morrison (USA)                      |
| 2004 | Joanna Hayes (USA)            | Olena Krasovska (UKR)    | Melissa Morrison (USA)                      |
| 2008 | Dawn Harper (USA)             | Sally McLellan (AUS)     | Priscilla Lopes-Schliep (CAN)               |
| 2012 | Sally Pearson (AUS)           | Dawn Harper (USA)        | Kellie Wells (USA)                          |
| 2016 | Brianna Rollins (USA)         | Nia Ali (USA)            | Kristi Castlin (USA)                        |
| 2020 | Jasmine Camacho-Quinn (PUR)   | Kendra Harrison (USA)    | Megan Tapper (JAM)                          |

## Medaljörer vid världsmästerskapen
| År   | Guld                         | Silver                        | Brons                        |
| ---- | ---------------------------- | ----------------------------- | ---------------------------- |
| 1983 | Bettine Jahn (EUA)           | Kerstin Knabe (EUA)           | Ginka Zagortseva (BUL)       |
| 1987 | Ginka Zagortseva (BUL)       | Gloria Uibel (EUA)            | Cornelia Oschkenat (EUA)     |
| 1991 | Ludmila Narozjilenko (USSR)  | Gail Devers-Roberts (USA)     | Natalja Grigorjewa (USSR)    |
| 1993 | Gail Devers (USA)            | Marina Asjabina (RUS)         | Lynda Tolbert (USA)          |
| 1995 | Gail Devers (USA)            | Olga Schischigina (KAZ)       | Julia Graudyn (RUS)          |
| 1997 | Ludmila Engquist (SWE)       | Svetla Dimitrova (BUL)        | Michelle Freeman (JAM)       |
| 1999 | Gail Devers (USA)            | Glory Alozie (ESP)            | Ludmila Engquist (SWE)       |
| 2001 | Anjanette Kirkland (USA)     | Gail Devers (USA)             | Olga Schischigina (KAZ)      |
| 2003 | Perdita Felicien (CAN)       | Brigitte Foster-Hylton (JAM)  | Miesha McKelvy (USA)         |
| 2005 | Michelle Perry (USA)         | Delloreen Ennis-London (JAM)  | Brigitte Foster-Hylton (JAM) |
| 2007 | Michelle Perry (USA)         | Perdita Felicien (CAN)        | Delloreen Ennis-London (JAM) |
| 2009 | Brigitte Foster-Hylton (JAM) | Priscilla Lopes-Schliep (CAN) | Delloreen Ennis-London (JAM) |
| 2011 | Sally Pearson (AUS)          | Danielle Carruthers (USA)     | Dawn Harper (USA)            |
| 2013 | Brianna Rollins (USA)        | Sally Pearson (AUS)           | Tiffany Porter (GBR)         |
| 2015 | Danielle Williams (JAM)      | Cindy Roleder (GER)           | Alina Talaj (BLR)            |
| 2017 | Sally Pearson (AUS)          | Dawn Harper-Nelson (USA)      | Pamela Dutkiewicz (USA)      |
| 2019 | Nia Ali (USA)                | Kendra Harrison (USA)         | Danielle Williams (JAM)      |
| 2021 | Tobi Amusan (NGR)            | Britany Anderson (JAM)        | Jasmine Camacho-Quinn (PUR)  |
| 2023 | Danielle Williams (JAM)      | Jasmine Camacho-Quinn (PUR)   | Kendra Harrison (USA)        |